# Lista do Patrimônio Mundial na Turquia
A Organização das Nações Unidas para a Educação, a Ciência e a Cultura (UNESCO) propôs um plano de proteção aos bens culturais do mundo, através do Comité sobre a Proteção do Património Mundial Cultural e Natural, aprovado em 1972. Esta é uma lista do Patrimônio Mundial existente na Turquia, especificamente classificada pela UNESCO e elaborada de acordo com dez principais critérios cujos pontos são julgados por especialistas na área. A Turquia - que ocupa uma região histórica que serve há milênios de eixo de ligação cultural, política e econômica entre Ásia e Europa e teve seu apogeu cultural com o desenvolvimento de sucessos impérios da Antiguidade - ratificou a convenção em 16 de março de 1983, tornando seus locais históricos elegíveis para inclusão na lista.
Os três primeiros sítios da Turquia (Grande Mesquita e Hospital de Divrigi, Zonas Históricas de Istambul e Parque Nacional de Göreme e Sítios Rupestres da Capadócia) foram inscritos na Lista do Patrimônio Mundial por ocasião da 9ª Sessão do Comitê do Patrimônio Mundial, realizada em Paris em 1985. As últimas inscrições da lista - Afrodísias e Göbekli Tepe - foram acrescentadas em 2017 e 2018, respectivamente. Atualmente, a Turquia conta com 21 locais inscritos na Lista do Patrimônio Mundial, sendo 19 deles de interesse Cultural e os 2 restantes de interesse Misto. O sítio Éfeso (inscrito em 2015) é conhecido especialmente por abrigar vestígios do Templo de Ártemis, uma das Sete Maravilhas do Mundo Antigo. 

## Bens culturais e naturais
A Turquia conta atualmente com os seguintes sítios declarados como Patrimônio Mundial pela UNESCO:
| | Grande Mesquita e Hospital de Divrigi |
| Bem cultural inscrito em 1985. |                                       |
| Localização: Sivas |                                       |
| Nesta região da Anatólia conquistada pelos turcos no início do século XI, o emir Ahmet Shah ordenou a construção em 1228 de uma mesquita provida de uma única sala de oração e decorada por duas cúpulas, assim como um hospital contíguo. Esta obra prima da arquitetura islâmica se caracteriza tanto pela perfeição técnica de suas abóbodas como pela criatividade e exuberância da ornamentação esculpida nos três portais de acesso, que contrastam com a total austeridade do interior do edifício. (UNESCO/BPI) |                                       |

| | Parque Nacional de Göreme e Sítios Rupestres da Capadócia |
| Bem misto inscrito em 1985. |                                                           |
| Localização: Kayseri / Aksaray / Nigde / Nevsehir |                                                           |
| No Vale de Göreme e seus arredores, em meio a uma espetacular paisagem modelada pela erosão, há toda uma série de santuários rupestres que testemunham a excepcional arte bizantina do período pós-iconoclástico, assim como moradias e aldeias troglodíticas e subterrâneas que são vestígios de um ambiente humano tradicional cujas origens remontam ao século IV. (UNESCO/BPI) |                                                           |

| | Zonas Históricas de Istambul |
| Bem cultural inscrito em 1985. |                              |
| Localização: Istambul |                              |
| Estrategicamente situada na península do Bósforo, entre os Balcãs e a Anatólia, o Mar Negro e o Mediterrâneo, a cidade de Istambul foi cenário de grandes acontecimentos políticos, religiosos e artísticos durante mais de dois mil anos. Entre seus numerosos monumentos, cabe destacar o antigo Hipódromo de Constantino, a Basílica de Santa Sofia, construída no século IV, e Mesquita de Solimão o Magnífico, que data do século XVI. A superpopulação, contaminação industrial e urbanização descontrolada colocam em risco estas obras-primas. (UNESCO/BPI) |                              |

| | Hatusa, a capital hitita |
| Bem cultural inscrito em 1986. |                          |
| Localização: Çorum |                          |
| O sítio arqueológico de Hatusa, antiga capital do Império Hitita, é excepcional pelos vestígios do traçado e da organização da cidade, dos tipos de construções conservadas - templos, palácios reais e fortificações - e a riqueza ornamental da Porta dos Leões e a Porta Real, bem como o conjunto de arte rupestre de Yazilikaya. No segundo milênio, antes de nossa era, esta cidade teve uma influência considerável na Anatólia e no norte da Síria. (UNESCO/BPI) |                          |

| | Monte Ninrode |
| Bem cultural inscrito em 1987. |               |
| Localização: Adeiamane |               |
| O Monte Ninrode abriga os vestígios de uma das mais ambiciosas construções do período helenístico, o mausoléu do rei Antíoco I, que ocupou entre os anos 69 e 34 a.C. o trono de Comagene, um reino criado ao norte da Síria e o Eufrates após o desmembramento do império de Alexandre o Grande. A origem dupla da cultura e da arte deste reino o corroboram tanto o sincretismo do panteão de seus deuses como a linhagem greco-pérsica de seus soberanos. (UNESCO/BPI) |               |

| | Xanto-Letoon |
| Bem cultural inscrito em 1988. |              |
| Localização: Antália |              |
| O sítio de Xanto, capital da antiga Lícia, é representativo da mistura da estética tradicional lícia com a grega, sobretudo na arte funerária. As inscrições dos monumentos são de importância singular para conhecer a história dos lícios e sua língua indo-europeia. (UNESCO/BPI) |              |

| | Pamukkale |
| Bem cultural inscrito em 1988. |           |
| Localização: Denizli |           |
| Criado pelas águas saturadas de cálcio de mananciais situados no cume de uma falésia de 200 metros de altura que domina a costa circundante, a paisagem fantástica de Pamukkale ("o castelo de algodão", em turco) forma florestas minerais, cascatas petrificadas e toda uma série de pilares escalonados. Aqui foi o local onde a dinastia dos Atálidas, reis de Pérgamo, criou o balneário de Hierápolis no fim do século II a.C. O sítio abriga as ruínas de termas, templos e outros monumentos gregos. (UNESCO/BPI) |           |

| | Cidade de Saframbolu |
| Bem cultural inscrito em 1994. |                      |
| Localização: Karabük |                      |
| Desde o século XIII até a chegada da ferrovia, no início do século XX, Safranbolu foi uma etapa importante das caravanas que passavam pela principal rota comercial terrestre entre Oriente e Ocidente. A antiga mesquita, os antigos banhos públicos e a madraça de Solimão Pachá foram edificadas no ano 1322. Durante seu período de apogeu, no século XVII, a arquitetura desta cidade exerceu uma influência nas realizações urbanas de uma grande parte do Império Otomano. (UNESCO/BPI) |                      |

| | Sítio Arqueológico de Troia |
| Bem cultural inscrito em 1998. |                             |
| Localização: Çanakkale |                             |
| O sítio arqueológico de Troia, com seus 4 mil anos de história, é um dos mais célebres do mundo. As primeiras escavações do sítio datam do ano 1870 e foram realizadas pelo famoso arqueológo Heinrich Schliemann. De um ponto de vista científico, seus numerosos vestígios constituem a prova mais importante do primeiro contato entre civilizações da Anatólia e do mundo mediterrâneo. O assédio de Troia pelos guerreiros espartanos e aqueus, chegados da Grécia até o século XIII ou XII a.C., foi imortalizado por Homero na Ilíada e deste então têm sido uma fonte contínua de inspiração para grandes artistas do mundo inteiro. (UNESCO/BPI) |                             |

| | Mesquita e Complexo Social de Selim |
| Bem cultural inscrito em 2011. |                                     |
| Localização: Edirne |                                     |
| Esta mesquita de planta quadrada com sua grande cúpula e seus quatro esbeltos minaretes domina o perfil da cidade de Edirne, antiga capital otomana. Sinão, o mais célebre dos arquitetos otomanos do século XVI, considerava sua obra-prima esta mesquita e o conjunto arquitetônico anexo, formado por madraças, um mercado coberto, a casa do relógio, um pátio exterior e a biblioteca. Construída com cerâmica de Iznik fabricadas no período mais florescente de sua produção, a ornamentação interior é uma maestria de execução artística com este tipo de material que nunca houve igual. Este conjunto arquitetônico é considerado a expressão harmônica mais completa do külliye otomano, isto é, um conjunto de edifícios construídos em torno da mesquita e administrados conjuntamente com ela. (UNESCO/BPI) |                                     |

| | Sítio Neolítico de Çatalhöyük |
| Bem cultural inscrito em 2012. |                               |
| Localização: Konya |                               |
| Duas colinas formam este sítio do sul da Anatólia, cuja superfície supera os 137.000 metros quadrados. O monte de maior altura, situado a leste, contém vestígios de 18 níveis de ocupação neolítica entre os anos 7.400 e 6.200 a.C., que incluem pinturas murais, relevos, esculturas e outros efeitos simbólicos e artísticos. Juntos, testemunham a evolução da organização social e as práticas culturais a medida em que os humanos se adaptaram a vida sedentária. A colina ocidental mostra a evolução das práticas culturais do Calcolítico (6.200 a 5.200 a. de C.). Çatalhöyük contém vestígios importantes da transição de povoados a aglomerações urbanas que se mantiveram no mesmo local durante mais de 2 mil anos. Se trata de um conjunto único de casas agrupadas sem ruas. (UNESCO/BPI) |                               |

| | Bursa e Cumalikizik: o Nascimento do Império Otomano |
| Bem cultural inscrito em 2014. |                                                      |
| Localização: Bursa |                                                      |
| Esta propriedade é uma série de oito componentes na cidade de Bursa e na cidade vizinha de Cumalıkızık. O sítio ilustra a criação de um sistema de estabelecimento urbano e rural do Império Otomano no início do século XIV. A propriedade agrupa as funções principais da organização social e econômica da nova capital na qual se desenvolveu em torno de um centro cívico. Estas incluem os distritos comerciais dos khans, kulliyes (instituições religiosas) que integravam mesquitas, escolas religiosas, banhos públicos e uma cozinha para os pobres, bem como a tumba de Orhan Ghazi, fundador da dinastia otomana. Um componente que se situa fora do centro histórico de Bursa é a vila de Cumalıkızık, a única vila rural do sistema que mostra o apoio interior à capital. (UNESCO/BPI) |                                                      |

| | Pérgamo e sua paisagem natural de estratos múltiplos |
| Bem cultural inscrito em 2014. |                                                      |
| Localização: Esmirna |                                                      |
| O sítio que se situa justamente acima da planície de Bakirçay, na costa turca do Mar Egeu. A acrópole de Pérgamo foi capital da dinastia helenística dos atálidas e um importante centro de saber da Antiguidade. Seus templos monumentais, teatros, pórticos, ginásio, altar e biblioteca se situavam junto a uma colina e estavam protegidos por uma ampla muralha circundante. O santuário de Cibeles, esculpido na rocha, se encontro a noroeste, em outro colina visualmente unida a Acrópole. Mais tarde, a cidade se converteu na capital da província romana de Ásia e foi conhecida por seu Asclepeion, o templo curativo. A Acrópole coroa uma paisagem que abriga túmulos e vestígios dos impérios Romano, Bizantino e Otomano divididos aos pés das colinas, na atual cidade de Bérgamo e redondezas. (UNESCO/BPI) |                                                      |

| | Éfeso |
| Bem cultural inscrito em 2015. |       |
| Localização: Esmirna |       |
| Situada no que uma vez foi o estuário do rio Kaystros, Éfeso compreende sucessivos assentamentos helênicos e romanos fundados em novas localizações a medida em que a costa se destacava ao oeste. As escavações revelaram grandes monumentos do período do Império Romano que incluem a Biblioteca de Celso e o Grande Teatro para mais de 25.000 espectadores, as muito bem conservadas vilas romanas, o templo de Adriano, o odeão. Somente permanecem pequenas ruínas do famoso Templo de Artemisa, uma das Sete Maravilhas do Mundo, que recebia peregrinos vindos de todo o Mediterrâneo. Desde o século V, a Basílica de São João onde está sepultado o apóstolo e a Casa da Virgem Maria, uma capela cruciforme abobadada a 7 km de Éfeso, se converteram um local de peregrinação dos cristãos. A antiga cidade de Éfeso é um espetacular exemplo de cidade-monumento greco-romana portuária, com canal marítimo, biblioteca, grande teatro e porto. (UNESCO/BPI) |       |

| | Paisagem cultural das muralhas de Diarbaquir e dos jardins de Hevsel |
| Bem cultural inscrito em 2015. |                                                                      |
| Localização: Diyarbakır |                                                                      |
| Situada sobre uma escarpa na bacia superior do rio Tigre, formando parte do chamado "Crescente Fértil", a vila fortificada de Diyarbakir e sua paisagem associada conheceram numerosas culturas ao longo dos séculos. O sítio foi um importante centro desde o período helenístico, romano, sassânida e bizantino e depois otomano e islâmico até os nossos dias. O bem compreende a colina de Amida, chamada İçkale (castelo inferior), as muralhas de Diyarbakir de uma longitude de 5.800 m - com suas numerosas torres, portais, contrafortes e 63 inscrições que datam períodos diferentes da história - e os jardins férteis do Hevsel - que unem a vila ao rio Tigre e proveem a cidade com comida e água. (UNESCO/BPI) |                                                                      |

| | Sítio Arqueológico de Ani |
| Bem cultural inscrito em 2016. |                           |
| Localização: Carse |                           |
| Situados ao nordeste da Turquia, em uma solitária meseta erguida sobre o vale que delimita a atual fronteira natural entre este país e Armênia, os vestígios da cidade medieval de Ani compreendem um grande conjunto de moradias e edificações religiosas e castrenses dotadas de uma estrutura urbanística típica da Idade Média, que foi configurada ao longo dos séculos sob a soberania de diferentes dinastias cristãs e islâmicas. A cidade alcançou seu máximo esplendor entre os séculos X e XI, quando foi capital do reino armênio dos Bagrátidas e se beneficiou do controle que exercia sobre um dos ramais da Rota da Seda. Posteriormente, sob o sucessivo domínio dos bizantinos, seljúcidas e georgianos, conservou seu papel de rota importante do tráfego mercantil de caravanas. A invasão mongol de 1239 e o devastador terremoto de 1319 assolaram a cidade e precipitaram sua decadência. Ani oferece um amplo panorama do desenvolvimento arquitetônico medieval devido a presença de quase todas as inovações arquitetônicas que emergiram na região entre os séculos VII e XIII de nossa era. (UNESCO/BPI) |                           |

| Ruínas do tetrápilo de Afrodísias. | Afrodísias |
| Ruínas do tetrápilo de Afrodísias. | Bem cultural inscrito em 2017. |
| Ruínas do tetrápilo de Afrodísias. | Localização: Aydin |
| Ruínas do tetrápilo de Afrodísias. | Localizado no sudoeste da Turquia, no vale superior do rio Morsynus, o sítio consiste em dois componentes: o sítio arqueológico e os canteiros de mármore ao noroeste da cidade. O Templo de Afrodite data do século III a.C. e a cidade foi construída um século mais tarde. A riqueza de Afrofísias se deve aos canteiros de mármore e arte que produziam seus escultures. As ruas da cidade são ordenadas em torno de vários monumentos civis como templos, teatros, uma ágora e duas termas. (UNESCO/BPI) |

| | Göbekli Tepe |
| Bem cultural inscrito em 2018. |              |
| Localização: Şanlıurfa |              |
| Localizada nas montanhas Germuş, no sudeste da Anatólia, esta propriedade apresenta estruturas megalíticas redondas, ovais e retangulares monumentais erguidas por caçadores-coletores no período neolítico pré-cerâmica, entre 9.600 e 8.200 aC. Estes monumentos foram provavelmente utilizados em conexão com rituais, muito provavelmente de natureza funerária. Pilares distintos em forma de T são esculpidos com imagens de animais selvagens, fornecendo informações sobre o modo de vida e as crenças das pessoas que viviam na Alta Mesopotâmia há cerca de 11.500 anos. (UNESCO/BPI) |              |

| Ruínas de Arslantepe. | Arslantepe |
| Ruínas de Arslantepe. | Bem cultural inscrito em 2021. |
| Ruínas de Arslantepe. | Localização: Malatya |
| Ruínas de Arslantepe. | O Monte Arslantepe é um conjunto arqueológico de 30 metros de altura localizado na planície de Malatya, 15 km a sudoeste do rio Eufrates. Evidências arqueológicas do local atestam a sua ocupação desde pelo menos o 6º milênio aC até o período medieval. As primeiras camadas pertencem aos períodos 1-2 do Calcolítico Superior, contemporâneo ao início de Uruk no sul da Mesopotâmia (4300-3900 aC) e são caracterizadas por casas de adobe. O período mais proeminente e próspero do local foi no período do Calcolítico Superior 5, durante o qual foi construído o chamado complexo palaciano. Evidências consideráveis também testemunham o período da Idade do Bronze, mais proeminentemente identificado pelo complexo da Tumba Real. A estratigrafia arqueológica se estende então à Idade do Bronze Média e Final e aos períodos hitita, incluindo os níveis neo-hititas. O site ilustra os processos que levaram ao surgimento de uma sociedade estatal no Oriente Próximo e de um sistema burocrático sofisticado que antecede a escrita. No local foram escavados excepcionais objetos de metal e armas, entre eles as primeiras espadas até agora conhecidas no mundo, o que sugere o início de formas de combate organizado como prerrogativa de uma elite, que -em Arslantepe- as exibiu como instrumentos de seu novo poder político. (UNESCO/BPI) |

| Interior da Grande Mesquita de Eşrefoğlu. | Mesquitas hipóstilas de madeira da Anatólia |
| Interior da Grande Mesquita de Eşrefoğlu. | Bem cultural inscrito em 2023. |
| Interior da Grande Mesquita de Eşrefoğlu. | Localização: Afioncaraquissar / Ancara / Esquixequir / Castamonu / Cônia |
| Interior da Grande Mesquita de Eşrefoğlu. | Esta propriedade serial é composta por cinco mesquitas hipostilas construídas na Anatólia entre o final do século XIII e meados do século XIV, cada uma localizada em uma província diferente da atual Türkiye. O sistema estrutural incomum das mesquitas combina uma envolvente exterior construída em alvenaria com múltiplas filas de colunas interiores de madeira (“hipóstilo”) que suportam um teto plano de madeira e o telhado. Essas mesquitas são conhecidas pelas esculturas em madeira e pelo trabalho manual usado em suas estruturas, acessórios arquitetônicos e móveis. (UNESCO/BPI) |

| Tumba de Midas, em Górdio. | Górdio |
| Tumba de Midas, em Górdio. | Bem cultural inscrito em 2023. |
| Tumba de Midas, em Górdio. | Localização: Ancara |
| Tumba de Midas, em Górdio. | Situado em uma paisagem rural aberta, o sítio arqueológico de Górdio é um antigo assentamento de vários níveis, que abriga os vestígios da antiga capital da Frígia, um reino independente da Idade de Ferro. Os elementos-chave deste sítio arqueológico incluem o túmulo da cidadela, a cidade-baixa, a cidade externa e as fortificações e vários túmulos funerários e outros túmulos com suas paisagens circundantes. As escavações arqueológicas e a investigação revelaram uma grande quantidade de vestígios que documentam técnicas de construção, disposições espaciais, estruturas defensivas e práticas de sepultamento que jogam luz sobre a cultura e economia frígias. (UNESCO/BPI) |